# Víctor Campaz
Víctor Campaz (Buenaventura, Valle del Cauca, Colombia; 21 de mayo de 1949) es un exfutbolista colombiano que se desempeñó como delantero y jugó en América de Cali, Deportivo Pereira, Independiente Santa Fe, Atlético Nacional, Junior de Barranquilla, Deportivo Independiente Medellín, Atlético Bucaramanga, y en el Deportes Tolima de Colombia; y también jugó en el Standard Lieja del fútbol de Bélgica y el club Estudiantes de Mérida de Venezuela. Además, Campaz jugó con la Selección Colombia en varias oportunidades. También, es considerado como uno de los mejores jugadores de la historia de Independiente Santa Fe, club con el que fue campeón en el año 1971; y del Fútbol Profesional Colombiano. Además, su hermano Teófilo Campaz también fue futbolista y jugó en Santa Fe en el año 1967.

## Trayectoria

### Inicios
Víctor Campaz nació en el puerto de Buenaventura, en el departamento del Valle del Cauca en la costa pacífica de Colombia. En su pueblo natal, empezó a jugar al fútbol en un equipo de su barrio que se llamaba Sor Vásquez. De allí pasó a jugar al América Pacífico, uno de los equipos filiales del América de Cali. En el Pacífico, Víctor fue uno de los mejores jugadores, y gracias a sus muy buenos partidos pasó a las inferiores del América.

### América de Cali
Luego de haber destacado con la filial de Buenaventura, y en los equipos juveniles; Campaz fue ascendido al equipo profesional del América de Cali. Su debut como profesional, fue en el año 1967. Desde el día de su debut, Campaz demostró sus grandes cualidades para jugar fútbol. En el América, jugó varios partidos. Sin embargo, Campaz también jugó con el equipo de reservas por mucho tiempo. Víctor jugó hasta mediados del año 1969, el delantero se fue del equipo caleño a jugar al Deportivo Pereira.

### Deportivo Pereira
A mediados del año 1969, Campaz se fue a jugar a préstamo al Deportivo Pereira. En el equipo "Matecaña", el joven Víctor fue uno de los mejores jugadores, ya que tuvo buenos partidos y anotó muchos goles. Gracias a sus grandes actuaciones con el Pereira, Campaz pasó a jugar a Independiente Santa Fe equipo de la ciudad de Bogotá. 

### Independiente Santa Fe
Los grandes partidos de Campaz con la camiseta del Deportivo Pereira, hicieron que las directivas del Club Independiente Santa Fe contactaran con él cuándo estaba en Bogotá concentrado con la Selección Colombia. En poco tiempo arreglaron y Víctor llegó al equipo cardenal a principios del año 1970. Con la camiseta de Santa Fe Víctor tuvo la etapa más exitosa de su carrera deportiva. En su primer año en el club (1970), ganó su primer título como profesional cuándo ayudó al equipo cardenal a ganar la Copa Simón Bolívar, copa de la que fue goleador. Sin embargo, lo mejor de su paso por el equipo bogotano; fue el año 1971. En aquel año, Campaz sacó toda su calidad y sus goles y fue muy importante para que el cuadro cardenal se coronara campeón por quinta (5) vez en su historia. En ese año, Víctor fue el máximo goleador del equipo con 24 goles, y una de las figuras dentro de la nómina junto a grandes jugadores como los colombianos Alfonso Cañón y Domingo "Tumaco" González, el volante brasileño Walter Moraes "Waltinho" y el uruguayo Wálter Sossa. Así, el nacido en Buenaventura, entró en la historia del equipo. Un año después, en 1972; Campaz se metió en el corazón de la hinchada santafereña, no solo por sus grandes partidos; pero por el gran gol que le marcó a Independiente de Avellaneda de Argentina en un partido válido por la Copa Libertadores de América en el Estadio Nemesio Camacho El Campín. A finales de ese año, Campaz dejó al equipo cardenal luego de haber sido campeón, figura e ídolo de la hinchada. 

### Atlético Nacional
Luego de una etapa exitosa en Santa Fe, equipo con el que fue campeón, figura y goleador; Víctor se fue a jugar al Atlético Nacional a principios de 1973. En el equipo de la ciudad de Medellín, jugó con su hermano Teófilo Campaz. Desde su llegada, el delantero se volvió en una de las figuras del equipo antioqueño. En ese mismo año (1973), Campaz ganó el tercer título de su carrera y el segundo en el Fútbol Profesional Colombiano cuando Nacional ganó el segundo título de su historia. Campaz fue muy importante para que el equipo antioqueño ganara el título, y fue una de las figuras. En la Copa Libertadores de 1975, Víctor le hizo un gran gol al Cruzeiro de Brasil en la histórica victoria del equipo antioqueño como visitante. La etapa del delantero con el equipo "Verdolaga" fue hasta el mediados del año 1975, cuando se fue a jugar al Standard Lieja del fútbol de Bélgica.

### Standard de Lieja
Gracias a sus muy buenos partidos con la camiseta de Atlético Nacional, el equipo belga Standard Lieja compró su pase. En Bélgica, su etapa fue corta ya que; el estar lejos de su familia le afectó bastante por lo que volvió a Colombia.

### Junior de Barranquilla
Luego de haber estado en el fútbol europeo por poco tiempo, Campaz volvió a Colombia y fue a jugar al Junior de Barranquilla en el segundo semestre de 1975. Su paso por el equipo barranquillero fue por el último semestre del año. Jugó 25  partidos con el Junior. Marcó 6 goles. Debutó el domingo 31 de agosto de 1975, en el estadio ‘Romelio Martínez’ en el partido que Junior empató a un gol con el Santa Fe. Los junioristas tuvieron que esperar seis partidos para celebrar el primer gol de Víctor Campaz: fue el 24 de septiembre, cuando Junior igualó al Quindio 1-1  de local.

### Deportes Tolima
Después de haber jugado por un semestre en el Junior, en el año 1976 Campaz se fue a jugar al Deportes Tolima donde fue dirigido por Delio "Maravilla" Gamboa. Allí estuvo por un año, y jugó algunos partidos buenos. 

### Vuelta al América de Cali
En el año 1977, Víctor regresó al América. En su vuelta al equipo de la ciudad de Cali, jugó buenos partidos y marcó algunos goles. 

### Deportivo Independiente Medellín
Un año después de haber jugado en el América, en 1978 Campaz volvió a la ciudad de Medellín, pero esta vez a jugar al Deportivo Independiente Medellín. Con el equipo "Poderoso", jugó por un año.

### Atlético Bucaramanga y Estudiantes de Mérida de Venezuela
Luego de haber jugado un año en el Deportivo Independiente Medellín, Víctor se fue a jugar al Atlético Bucaramanga en 1979. Su etapa en el equipo del oriente de Colombia fue por unos meses. Después de su paso por el Bucaramanga, Campaz salió por segunda vez de Colombia para jugar en el Estudiantes de Mérida de Venezuela. Allí, se retiró luego de una gran carrera como futbolista. 

## Convocatorias a Selecciones

### Selección Colombia Juvenil
Gracias a los grandes partidos que jugó con el Deportivo Pereira, Campaz fue convocado para jugar con la Selección Colombia juvenil. Con la selección, jugó los XI Juegos Centroamericanos y del Caribe que se jugaron en Panamá. En los Juegos, Víctor jugó varios partidos y anotó algunos goles. 

### Selección Colombia de mayores
En 1975, Campaz fue convocado nuevamente a la Selección Colombia para jugar la Copa América. En la Copa, Campaz jugó varios partidos. En esa competición, Colombia llegó hasta la final y fue subcampeón. 

## El fútbol en su familia
Víctor no fue el único futbolista dentro de su familia. Su hermano Teófilo Campaz, también fue futbolista profesional y jugó en Millonarios, Independiente Santa Fe, Atlético Nacional y en el Deportes Tolima. Víctor y Teófilo fueron campeones con Nacional en el año 1973. 

## Clubes
| Club                   | País      | Año       |
| ---------------------- | --------- | --------- |
| América de Cali        | Colombia  | 1967-1969 |
| Deportivo Pereira      | Colombia  | 1969      |
| Independiente Santa Fe | Colombia  | 1970-1972 |
| Atlético Nacional      | Colombia  | 1973-1975 |
| Standard Lieja         | Bélgica   | 1975      |
| Junior de Barranquilla | Colombia  | 1975      |
| Deportes Tolima        | Colombia  | 1976      |
| América de Cali        | Colombia  | 1977      |
| Independiente Medellín | Colombia  | 1978      |
| Atlético Bucaramanga   | Colombia  | 1979      |
| Estudiantes de Mérida  | Venezuela | 1979      |

## Palmarés

### Campeonatos nacionales
| Título             | Club              | País     | Año  |
| ------------------ | ----------------- | -------- | ---- |
| Primera División   | Santa Fe          | Colombia | 1966 |
| Copa Simón Bolívar | Santa Fe          | Colombia | 1970 |
| Primera División   | Santa Fe          | Colombia | 1971 |
| Primera División   | Atlético Nacional | Colombia | 1973 |

## Convocatorias a Selecciones

### Selecciones Juveniles
| Selección        | Torneo (s)                              | Año (s) |
| ---------------- | --------------------------------------- | ------- |
| Colombia Juvenil | XI Juegos Centroamericanos y del Caribe | 1970    |

### Selección de Mayores
| Selección | Torneo (s)   | Año (s) |
| --------- | ------------ | ------- |
| Colombia  | Copa América | 1975    |